# Jean Robin
Jean Robin (Paris, 1550 – Paris, 1629) foi um botânico francês.
Herborista do rei  nos reinados de Henrique III, de Henrique IV e de Luis XIII,  foi encarregado pela faculdade de medicina  de Paris de criar um jardim botânico  na Ilha de  Notre-Dame.
O gênero Robinia da familia das Fabaceae foi dado em sua homenagem, por ter introduzido a primeira espécie deste gênero na França, em 1601, a "acácia de flor branca",  conhecida com o nome científico de Robinia pseudoacacia L.
Robin publicou um catálogo com 1300 espécies cultivadas em 1601, sob o título  de  Catalogus stirpium tam indigenarum quam exoticarum.
Seu filho,  Vespasien Robin (1579-1662),  também foi botânico.

## Fonte
Adrien Davy de Virville (1954). Botânica dos tempos antigos in Histoire de la botanique en France, SEDES (Paris).